# Värnamo IK
Värnamo IK är en innebandyklubb som bildades 1986. Föreningen är en av Smålands största innebandyklubbar med cirka 400 medlemmar. Verksamheten inkluderar både flick-, pojk-, dam-, och herrlag. Damlaget spelade till sig en 2:a plats i Sveriges näst högsta division säsongen 2000/2001 och var ytterst nära att avancera till Elitserien.
Säsongen 2024 spelar damlagen i division 1och herrlag i division 3.
Landslagsspelaren och mångårige SSL-spelaren David Blomberg har Värnamo IK som moderklubb.